# ذي حديد (ردمان)

تعديل مصدري - تعديل

ذي حديد هي إحدى قرى عزلة قانية بمديرية ردمان التابعة لمحافظة البيضاء، بلغ تعداد سكانها 124 نسمة حسب تعداد اليمن لعام 2004.